# Червона Яна Михайлівна
Я́на Миха́йлівна Черво́на (псевдо: «Відьма»; нар. 16 квітня 1979, Харків — пом. 2 квітня 2019), Новозванівка, Попаснянський район, Луганська область — українська громадська та військова діячка, волонтерка, військовослужбовець 46-й окремого батальйону спеціального призначення «Донбас-Україна» ЗСУ, кулеметниця.

## Життєпис
Мешкала у Харкові. Під час Євромайдану, з осені 2013-го підтримувала активістів, була в міській самообороні. Від початку російської агресії допомагала українським військовикам, організувала збір необхідних речей та обладнання.
У 2016 році підписала контракт з 54-ю окремою механізованою бригадою, яка на той час тримала оборону на Світлодарській дузі. Останнім місцем служби став 46-й окремий батальйон спеціального призначення «Донбас-Україна».
Загинула 2 квітня 2019 року в районі населених пунктів Новозванівка — Попасна внаслідок мінометного й артилерійського обстрілу з гаубиць 152-мм калібру позицій підрозділу (пряме влучання снаряда у бліндаж). Тоді ж поліг Олександр Мілютін. У Яни Червоної залишилися син і донька (10 і 8 років).
Прощання з тілом загиблої відбулося в Харкові біля пам'ятника Тарасові Шевченку. Очолив молитву за спокій душі бійця капелан СУВД Геннадій Рохманійко.
Похована на Алеї слави загиблих в АТО на 18 кладовищі м. Харкова.

## Нагороди
- Орден Богдана Хмельницького III ст. (6 квітня 2019, посмертно) — за особисту мужність, виявлену у захисті державного суверенітету та територіальної цілісності України, самовіддане служіння Українському народові[7]
- Орден «Народний Герой України» (4 грудня 2019, посмертно)[8].
- Відзнака ДУК «Правий сектор» «Бойовий Хрест Корпусу» (посмертно, № відзн. 084. Наказ № 167/19 від 07 серпня 2019 року).

## Вшанування пам'яті
13 жовтня 2020 року на фасаді школи № 131 у Харкові відкрито меморіальну дошку, присвячену Яні Червоній.
26 квітня 2024 року іменем Яни Червоної перейменовано вулицю (колишня вулиця Родникова — Джерельна), розташовану в межах міста Харкова, від вулиці Леся Сердюка в південно-східному напрямку до вулиці Гвардійців-Широнінців (Салтівський район)
- У Львові на алеї героїнь у парку Богдана Хмельницького висаджено дерево в її пам'ять.
- Спогади включені до книги Євгенії Подобної «Дівчата зрізають коси»: книга про війну на Донбасі очима жінок, які воюють (2018).

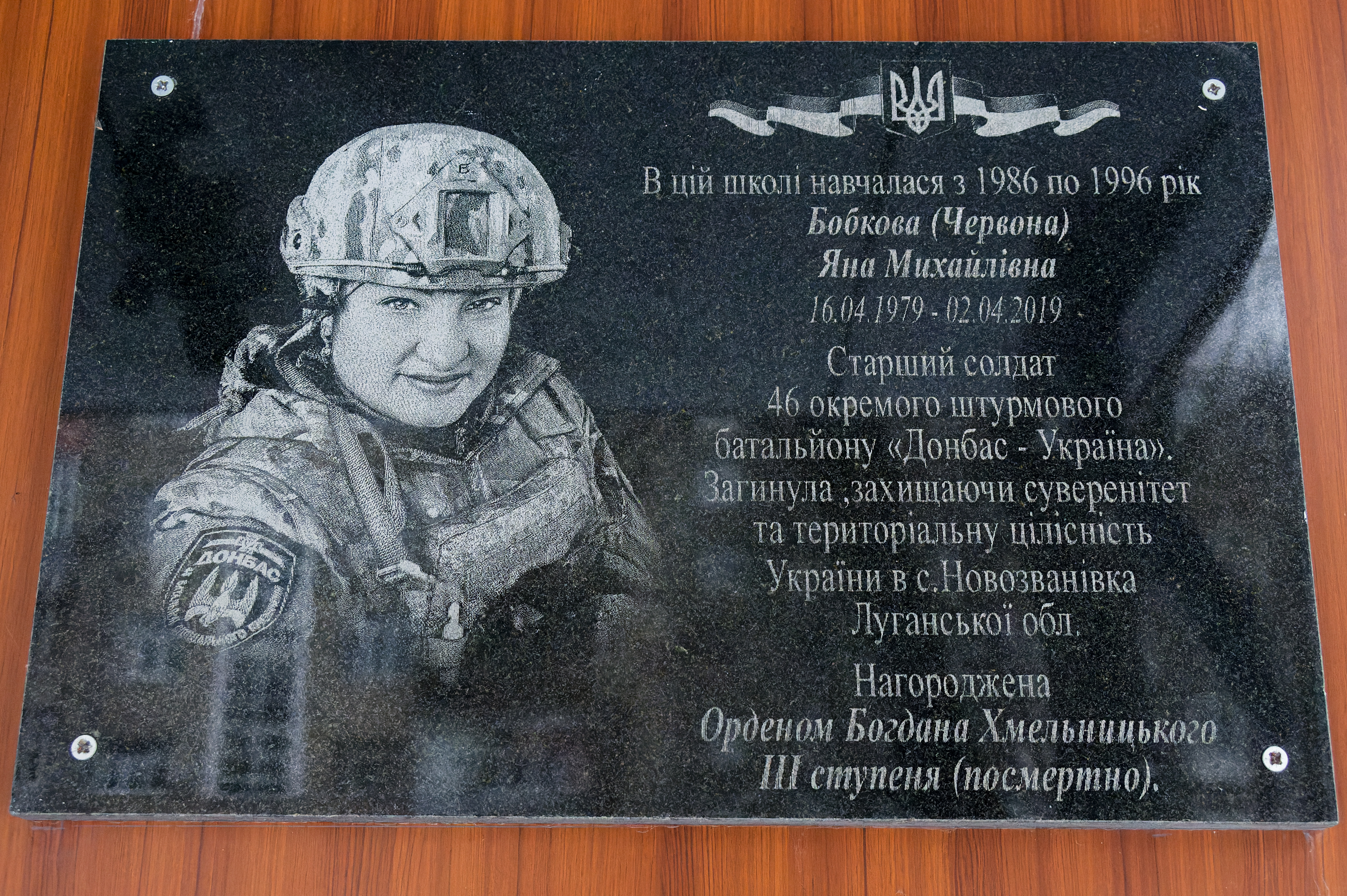
Меморіальна дошка, присвячена Яні Червоній, на фасаді школи № 131 у Харкові